# Kazachska Filharmonia Narodowa
Kazachska Filharmonia Narodowa – sala koncertowa w stolicy Kazachstanu, Astanie zlokalizowana w bliskim sąsiedztwie nowo wybudowanego Pałacu prezydenckiego Ak Orda. Budowa sali koncertowej została rozpoczęta w czerwcu 2006 roku i trwała trzy lata. Jej inauguracja miała miejsce 15 grudnia 2009 roku, podczas Dnia Niepodległości, uroczystego otwarcia dokonał prezydent Kazachstanu Nursułtan Nazarbajew.
Autorem projektu budynku jest światowej klasy włoski architekt Manfredi Nicoletti. Według założeń projektowych kształt budynku ma przypominać dynamikę płatków kwiatu jako metaforę dynamiki w muzyce. Struktura zewnętrzna budynku tworzona jest przez szereg zakrzywionych nachylonych do siebie ścian z betonu pokrytych panelami szkła w różnych odcieniach niebieskiej i zielonej barwy. Struktury te prócz efektu wizualnego, mają za zadanie także chronić wnętrza budynku przed trudnymi warunkami pogodowymi panującymi w Astanie. Powierzchnia łączna obiektu to około 55 tys. m², w budynku znajdują się trzy osobne sale mieszczące kolejno 3500, 400 i 200 miejsc, restauracje, sklepy, puby i 30-metrowej wysokości foyer, który rozciąga się na powierzchni 3000 m².
Główna sala koncertowa dla 3500 osób, jest jedną z największych na świecie w swoim rodzaju, a jej wnętrza dzięki akustycznej elastyczności osiągniętej przez nowatorskie rozwiązania techniczne, mogą pomieścić wiele różnych wydarzeń, od koncertów muzyki poważnej po muzykę pop, balety, oraz różnego rodzaju konferencje.
Całkowity koszt budowy hali koncertowej wyniósł około 120 mln €.